# 坪井直樹
坪井直樹（1969年8月6日—）是朝日電視台的主播。出身于東京都世田谷區。在慶應義塾高等學校、慶應義塾大學畢業后，于1993年4月進入朝日電視台。此后曾擔任體育主播。現在在「超級J頻道」擔任主播。其夫人高橋真紀子亦在朝日電視台擔任主播，在「超级J频道」開播早期坪井夫婦曾共同主持。2007年5月15日，由于其同仁丸川珠代代表自民黨出馬角逐參議院選舉，故他暫代住持平日白天的ANN新聞。

## 關聯條目
- 朝日電視台
- 日本主播列表

## 外部連結
- 坪井直樹プロフィール（页面存档备份，存于）